# Karang Cayo
Karang Cayo is een bestuurslaag in het regentschap Bengkulu Selatan van de provincie Bengkulu, Indonesië. Karang Cayo telt 653 inwoners (volkstelling 2010).